# Pseudomastax brunneiceps
Pseudomastax brunneiceps är en insektsart som beskrevs av Marius Descamps 1979. Pseudomastax brunneiceps ingår i släktet Pseudomastax och familjen Eumastacidae. Inga underarter finns listade i Catalogue of Life.